# Panamerikamesterskabet i håndbold 2010 (mænd)
Panamerikamesterskabet i håndbold for mænd 2010 var det 14. panamerikamesterskab for mænd gennen tiden, og turneringen med deltagelse af otte hold blev afviklet i arenaen Centro de Entrenamiento Olímpico i Santiago, Chile i perioden 22. – 26. juni 2010.
Mesterskabet blev vundet af Argentina, som dermed vandt titlen for fjerde gang men for første gang siden 2004. I finalen besejrede argentinerne de forsvarende mestre fra Brasilien med 28-27 efter forlænget spilletid. Det var femte gang i træk at de to sydamerikanske naboer mødtes i finalen, og det var ottende pamanerikamesterskab i træk at Argentina nåede finalen. Bronzemedaljerne gik til værtslandet Chile, som i bronzekampen vandt med 34-31 over Cuba.
Grønland endte på sjettepladsen i turneringen, hvilket var den dårligste grønlandske placering ved et panamerikamesterskab indtil da.
Ud over titlen som panamerikamester spillede holdende endvidere om tre ledige pladser ved VM i håndbold 2011 i Sverige. VM-pladserne blev besat af de tre medaljevindere: Argentina, Brasilien og Chile.

## Slutrunde

### Hold
Mesterskabet havde deltagelse af otte hold:
- De seks bedst placerede hold ved sidste panamerikamesterskab: Brasilien, Argentina, Cuba, Chile, Grønland og Uruguay.
- De to bedst placerede hold ved 1. division-turneringen i 2009: Dominikanske Republik og Canada.

### Indledende runde
De otte hold var inddelt i to grupper, hvor holdene spillede alle-mod-alle. De to bedste hold i hver gruppe gik videre til semifinalerne.

#### Gruppe A
| Dato  | Tid   | Kamp                | Res.  | Pause |
| ----- | ----- | ------------------- | ----- | ----- |
| 22.6. | 15:30 | Argentina – Uruguay | 32–14 | 14-4  |
| 22.6. | 20:30 | Canada – Chile      | 25–36 | 10-15 |
| 23.6. | 16:00 | Canada – Argentina  | 12–39 | 6-17  |
| 23.6. | 20:00 | Chile – Uruguay     | 27–27 | 17-12 |
| 24.6. | 16:00 | Canada – Uruguay    | 29–32 | 13-13 |
| 24.6. | 20:00 | Argentina – Chile   | 26–18 | 15-6  |

| Hold      | Kampe | Mål     | Point |
| --------- | ----- | ------- | ----- |
| Argentina | 3     | 97-44   | 6     |
| Chile     | 3     | 81-78   | 3     |
| Uruguay   | 3     | 73-88   | 3     |
| Canada    | 3     | 066-107 | 0     |

#### Gruppe B
| Dato  | Tid   | Kamp                          | Res.  | Pause |
| ----- | ----- | ----------------------------- | ----- | ----- |
| 22.6. | 13:30 | Brasilien – Grønland          | 29–23 | 17-8  |
| 22.6. | 17:30 | Cuba – Dominikanske Rep.      | 39–15 | 18-4  |
| 23.6. | 14:00 | Cuba – Grønland               | 32–25 | 17-13 |
| 23.6. | 18:00 | Brasilien – Dominikanske Rep. | 30–17 | 17-11 |
| 24.6. | 14:00 | Cuba – Brasilien              | 26–41 | 12-23 |
| 24.6. | 18:00 | Grønland – Dominikanske Rep.  | 25–20 | 12-11 |

| Hold              | Kampe | Mål     | Point |
| ----------------- | ----- | ------- | ----- |
| Brasilien         | 3     | 100-660 | 6     |
| Cuba              | 3     | 97-81   | 4     |
| Grønland          | 3     | 73-81   | 2     |
| Dominikanske Rep. | 3     | 52-94   | 0     |

### Semifinaler og finaler
Semifinalerne havde deltagelse af de fire hold, der sluttede på første- eller andenpladserne i grupperne i den indledende runde.
| Dato        | Tid   | Kamp                  | Res.  | Pause |
| ----------- | ----- | --------------------- | ----- | ----- |
| Semifinaler |       |                       |       |       |
| 25.6.       | 18:00 | Brasilien – Chile     | 33–21 | 15-5  |
| 25.6.       | 20:00 | Argentina – Cuba      | 17–8  |       |
| Bronzekamp  |       |                       |       |       |
| 26.6.       | 12:30 | Chile – Cuba          | 34–31 | 13-14 |
| Finale      |       |                       |       |       |
| 26.6.       | 18:30 | Brasilien – Argentina | 27–28 | 11-10 |

### Placeringskampe
Holdene, der sluttede på tredje- eller fjerdepladserne i grupperne i den indledende runde, spillede placeringskampe om 5.- til 8.-pladserne. De to hold, der endte på femte- eller sjettepladsen kvalificerede sig direkte til det næste panamerikamesterskab i 2012, mens de to øvrige hold "rykkede ned" i 1. division, hvor de i 2011 havde muligheden for at spille om to ledige pladser ved det næste panamerikamesterskab.
| Dato               | Tid   | Kamp                        | Res.  | Pause |
| ------------------ | ----- | --------------------------- | ----- | ----- |
| Semifinaler        |       |                             |       |       |
| 25.6.              | 14:00 | Dominikanske Rep. – Uruguay | 24–28 | 12-14 |
| 25.6.              | 16:00 | Grønland – Canada           | 38–36 | 18-12 |
| Kamp om 7.-pladsen |       |                             |       |       |
| 26.6               | 14:30 | Dominikanske Rep. – Canada  | 22–33 | 9-16  |
| Kamp om 5.-pladsen |       |                             |       |       |
| 26.6               | 16:30 | Uruguay – Grønland          | 30–27 | 15-13 |

## Samlet rangering
| Plac.  | Hold                  |
| ------ | --------------------- |
| Guld   | Argentina             |
| Sølv   | Brasilien             |
| Bronze | Chile                 |
| 4.     | Cuba                  |
| 5.     | Uruguay               |
| 6.     | Grønland              |
| 7.     | Canada                |
| 8.     | Dominikanske Republik |